# コンスタンチン・コルニーロフ
コンスタンチン・ニコラエヴィチ・コルニーロフ（ロシア語: Константин Николаевич Корнилов, ラテン文字転写: Konstantin Nikolayevich Kornilov、1879年3月9日 - 1957年7月10日）は、ソビエト連邦の心理学者。

## 生涯
チュメニ出身。オムスク師範学校卒業後、農村小学校教師となる。ギムナジヤで二年間学習する。1909年実験心理学の研究を開始する。研究対象は精神反応。1910年モスクワ大学卒業後、心理学研究所研究員となり、1916年よりモスクワ大学で教鞭をとる。1921年第二モスクワ大学教育学部長兼教授となる。1923年から1930年および1938年から1941年心理学研究所所長。同研究所創設者であるゲオルギー・チェルパーノフと対立し、実験心理学における心理学資料の重要性を擁護した。弁証法的唯物論を基礎とした心理学の構成を志向し、反応の一体性すなわち反応は反射の場合とは異なり、身体全体が関与し、ここに理論、実験上の根拠があるという事実に注目した。また、一連の客体の中から一つのものを抽出する働きを「注意」の主観的体験であるとし、これを感覚的器官の「構え」や作業の「身構え」などの客観的な現象と対比させた。1945年から1950年までロシア共和国教育科学アカデミー副総裁。心理学研究所秘書であったアレクサンドル・ルリヤの助言に従いヴィゴツキーを1924年に心理学研究所に招聘し、のちのソビエト心理学発展のきっかけを作った。

## 著書
- 『反応学説』（1921年）
- 『現代心理学とマルクス主義』（1925年）
- 『心理学教科書』（1926年）
- 『就学前児童の心理学概要』（1927年）
- 『人間の反応についての学説（反応論）』（1927年）
- 『弁証法的唯物論の観点から叙述した心理学教科書』（1931年）
- 『師範学校用教科書』（1946年）[3]